# JR貨物UM30S形コンテナ
UM30S形コンテナ（UM30Sがたコンテナ）は日本貨物鉄道（JR貨物）が以前に輸送用として籍を編入していた30ft私有コンテナ（無蓋コンテナ）である。
形式によってはドライコンテナと同等の高さがあったり、逆に1／8サイズの板型の様に八段（12ftの場合）又は、1／4サイズの薄型の様に四段（20ftの場合）に積み上げてやっとドライコンテナと同等の高さに達するなど、他形式ではタンクコンテナ以外では見られないように、見た目が多種多彩に入り乱れているのも無蓋コンテナ形式の特徴となっている。

## 所有者および専用種別
85401 - 85440
神奈川臨海通運所有。工業塩専用。（総重量20.1t）
2003年（平成15年）度を最後に運用から退いたトラ70000形の役割を引き継ぐ形で登場し、1つの輸送コンテナに専用のコンテナ（バスタブ形状で屋根には幌を被せる）4個を収納することができた。
横浜本牧駅国際埠頭専用線から渋川駅まで工業塩を輸送する用途に充当。
当コンテナを牽引する列車は、塩を積載するコンテナ車（コキ）であることから、通称"塩コキ"と呼ばれた。
2005年8月に塩の輸送先である関東電化工業渋川工場でのソーダ電解事業終了に伴い用途廃止。
この形式に限り、私有無蓋コンテナを表すUM以外は全てJR貨物による形式認定基準には当てはまらない、唯一の事例である。具体的には、無蓋コンテナ以外の他形式では、形式を表す1 - 2桁の数字は全てコンテナの内容積で決定されているが、無蓋コンテナのみ床面積で付与されている。これによりこの形式に付与されている30は、本来であれば床面積m2の算出で、厳密には端数四捨五入計算のために、内容積29.5 - 30.4m2の間に属するコンテナが対象となる。
しかし30ftサイズの床面積では、物理的に30m2級になる事はあり得ない。また、形式認定基準には元々30ft又は、31ft級コンテナの区分に対して80000番台は付与されず、また総重量20ｔ級の区分に対して5000番台の付与もない。更に特定区分を表す数字末尾400番台の割り当ても無く、また使用用途を現す（S）はスワップボディー式コンテナに付与される記号であるが、このUM30S-85400形式はスワップボディーではないなど、非常に謎の多いコンテナであった。

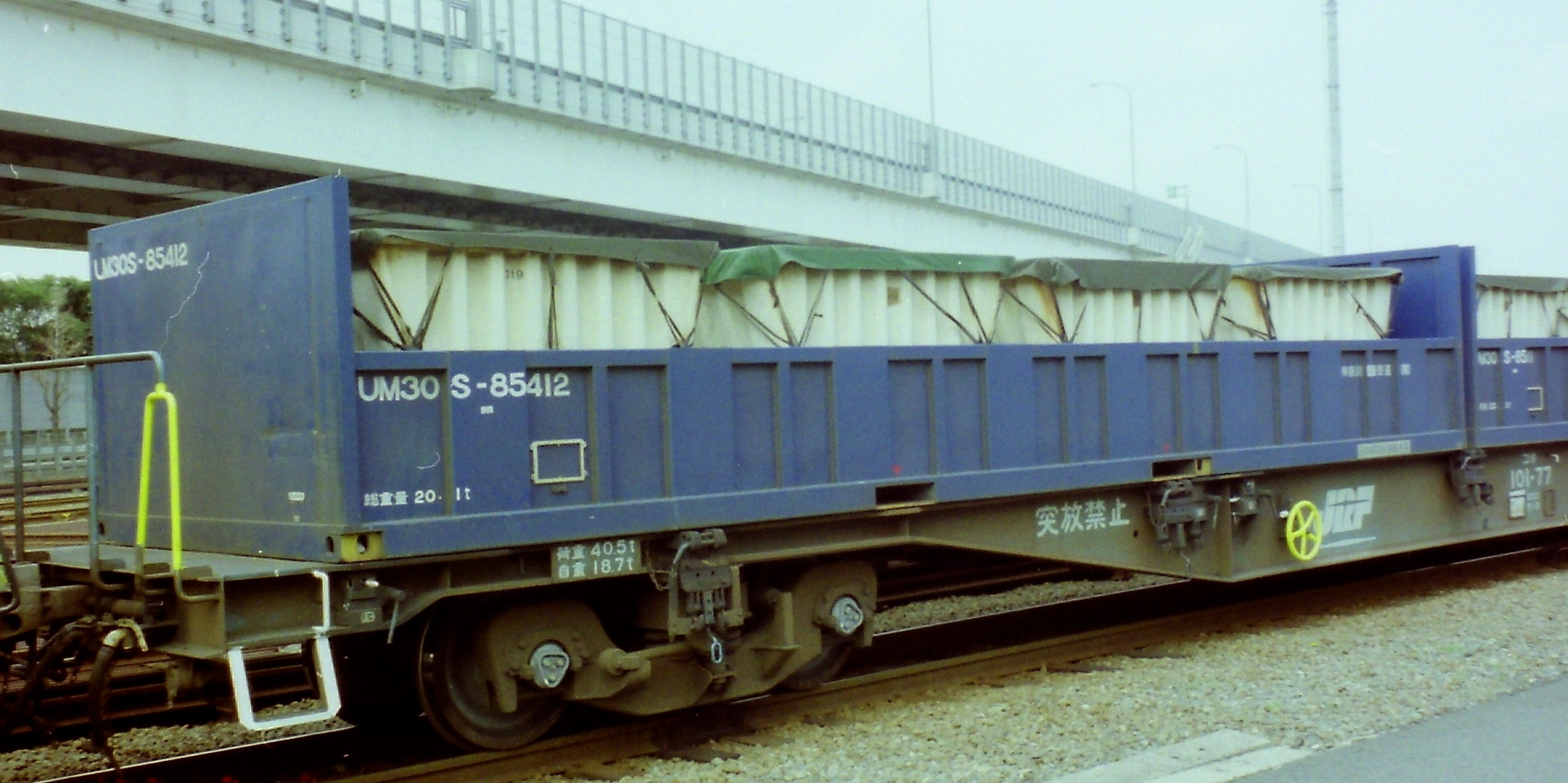
UM30S-85412 神奈川臨海通運所有。
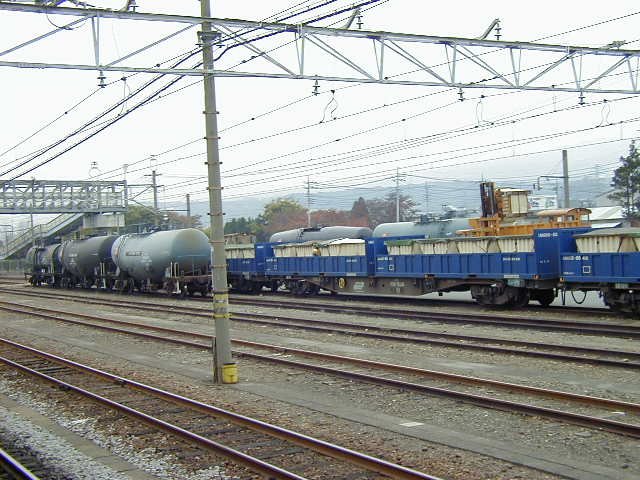
JR貨物UM30S形コンテナと積載された塩用小型コンテナ。 渋川駅にて（2000年撮影）

## 現在の状況
このコンテナは既に廃形式となっているため、現存しない。